# Tupigea lisei
Tupigea lisei là một loài nhện trong họ Pholcidae. Loài này được phát hiện ở Brasil.